# マイケル・カコヤニス
マイケル・カコヤニス（ギリシア語: Μιχάλης Κακογιάννης、1922年6月11日 - 2011年7月25日）は、キプロス出身の映画監督、映画プロデューサー、脚本家である。

## 生涯
キプロスのリマソールで生まれる。1939年に彼は弁護士になるためにロンドンへ渡る。だが第二次世界大戦のときにBBCのワールド・サーイスでギリシャ語の番組を製作し、映画業界に関心を持つ。その後ギリシャへ渡り、1953年に初めての映画『Kyriakatiko xypnima』を製作した。
1964年の『その男ゾルバ』により第37回アカデミー賞作品賞、監督賞、脚色賞にノミネートされた。
2011年7月25日月曜日、にアテネで亡くなった。

## フィルモグラフィ

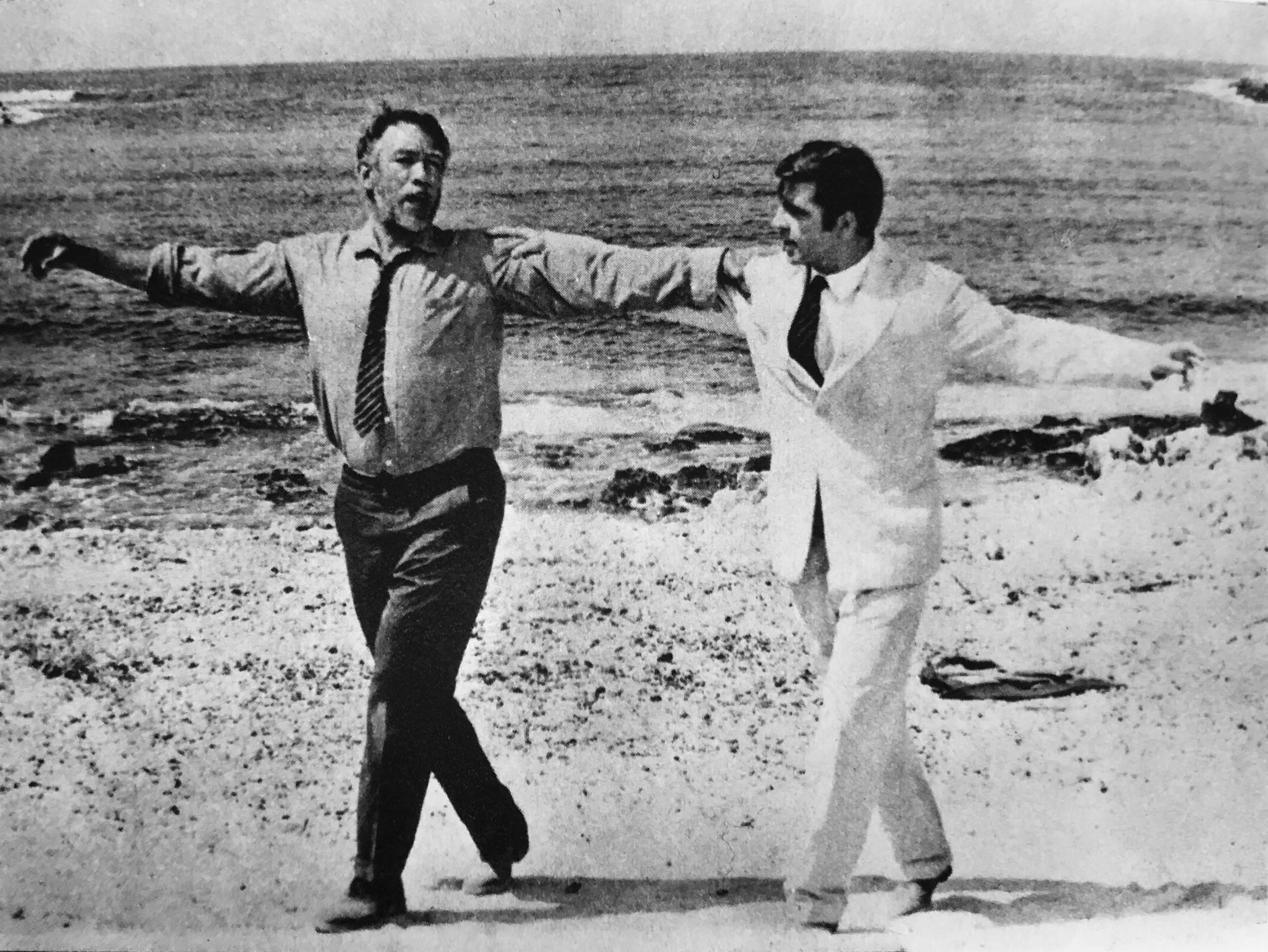
『その男ゾルバ』（1964年）

- Kyriakatiko xypnima (1954) 監督・脚本
- Stella (1955) 監督・脚本・製作
- To koritsi me ta mavra (1956) 監督・脚本
- To telefteo psemma (1957) 監督・脚本・製作
- Eroica (1960) 監督・脚本・製作
- Il Relitto (1961) 監督・脚本
- エレクトラ Electra (1962) 監督・脚本・製作
- その男ゾルバ Alexis Zorbas (1964) 監督・脚本・製作
- 魚が出てきた日 Otan ta psaria vgikan sti steria (1967) 監督・脚本・製作
- トロイアの女 The Trojan Women (1971) 監督・脚本・製作
- Attilas '74 (1975) 監督・製作
- イフゲニア Iphigenia (1977) 監督・脚本
- 肉体の証言 Glykeia patrida (1986) 監督・脚本・製作
- Pano kato ke plagios (1993) 監督・脚本・製作
- The Cherry Orchard (1999) 監督・脚本・製作

## 受賞とノミネート
| 賞           | 年     | 部門   | 作品名           | 結果       |
| ------------ | ------ | ------ | ---------------- | ---------- |
| アカデミー賞 | 1964年 | 作品賞 | 『その男ゾルバ』 | ノミネート |
| アカデミー賞 | 1964年 | 監督賞 | 『その男ゾルバ』 | ノミネート |
| アカデミー賞 | 1964年 | 脚色賞 | 『その男ゾルバ』 | ノミネート |